# José Luis Chávez Botello
José Luis Chávez Botello (Tototlán, 8 de fevereiro de 1941) - sacerdote católico romano mexicano,  arcebispo de Antequera em 2004-2018.
Foi ordenado sacerdote em 8 de dezembro de 1969 e incardinado na Arquidiocese de Guadalajara. Ele foi, entre outros, coordenador do secretariado diocesano para a evangelização e catequese, vigário episcopal para os assuntos pastorais e vigário para o centro-oriental da arquidiocese.
Em 21 de fevereiro de 1997, o Papa João Paulo II o nomeou Bispo Auxiliar de Guadalajara e Bispo Titular de Cova. Foi ordenado bispo em 19 de março do mesmo ano pelo então Metropolita de Guadalajara, Card. Juan Sandoval Íñiguez.
Em 16 de julho de 2001, foi nomeado Bispo de Tuxtla Gutiérrez. Preconizado em 8 de novembro de 2003 como Arcebispo Metropolitano de Antequera, tomou posse em 8 de janeiro do ano seguinte.
Em 10 de fevereiro de 2018, o Papa Francisco aceitou sua renúncia relacionada à idade. 